# Santa Isabel (kommun i Colombia, Tolima)
Santa Isabel är en kommun i Colombia.   Den ligger i departementet Tolima, i den centrala delen av landet, 130 km väster om huvudstaden Bogotá. Antalet invånare är 6 565. Arean är 416 kvadratkilometer.
Terrängen i Santa Isabel är mycket bergig.